# Linospadix apetiolatus
Linospadix apetiolatus är en enhjärtbladig växtart som beskrevs av John Leslie Dowe och A.K.Irvine. Linospadix apetiolatus ingår i släktet Linospadix och familjen Arecaceae. Inga underarter finns listade i Catalogue of Life.